# Polycarpa errans
Polycarpa errans är en sjöpungsart som beskrevs av Hartmeyer 1909-1911. Polycarpa errans ingår i släktet Polycarpa och familjen Styelidae. Inga underarter finns listade i Catalogue of Life.